# Henry Bumstead
Henry Bumstead, nome completo Lloyd Henry Bumstead (Ontario, 17 marzo 1915 – Pasadena, 24 maggio 2006), è stato uno scenografo statunitense.
Nella sua carriera curò la scenografia di oltre 100 film ed è stato tra gli scenografi preferiti di Alfred Hitchcock.

## Biografia
Studiò alla University of Southern California. Una volta laureatosi, nel 1948, iniziò a lavorare per la Paramount Pictures affiancato da Hans Dreier. A seguito del pensionamento di Dreier, nel 1951, Bumstead prese a lavorare con Hal Pereira che la Paramout aveva assunto per sostituire Dreier. La svolta della sua carriera avvenne nel 1956 quando lavorò per il remake di L'uomo che sapeva troppo di Alfred Hitchcock. In seguito lavorò per altri film di Hitchcock: La donna che visse due volte, Topaz e Complotto di famiglia.
Nel 1961 lasciò la Paramount e si trasferì alla Universal Studios dove collaborò a stretto contatto con Alexander Golitzen. Durante questo periodo venne in contatto con George Roy Hill (in Mattatoio 5) e Clint Eastwood (in Lo straniero senza nome) realizzando, in seguito, numerosi film con entrambi.
Vinse due Premi Oscar per i film Il buio oltre la siepe e 
La stangata e venne nominato per i film La donna che visse due volte e Gli spietati.
Flags of Our Fathers (2006) e il relativo Lettere da Iwo Jima (previsto per il 2007) furono gli ultimi due progetti di Bumstead che morì, a Pasadena (California) all'età di 91 anni a causa di un tumore alla prostata, prima che i film venissero proiettati nei cinema. Flag of Our Fathers è stato dedicato a lui, citandolo nella dedica con il suo nickname "Bummy".

## Filmografia
- La colpa della signora Hunt (Song of Surrender), regia di Mitchell Leisen (1949)
- Le furie (The Furies), regia di Anthony Mann (1950)
- Torna, piccola Sheba (Come Back, Little Sheba), regia di Daniel Mann (1952)
- L'uomo che sapeva troppo (The Man Who Knew Too Much), regia di Alfred Hitchcock (1956)
- La donna che visse due volte (Vertigo), regia di Alfred Hitchcock (1958)
- Il buio oltre la siepe (To Kill a Mockingbird), regia di Robert Mulligan (1962)
- L'affare Blindfold (Blindfold), regia di Philip Dunne (1965)
- Tobruk, regia di Arthur Hiller (1966)
- Topaz, regia di Alfred Hitchcock (1969)
- Mattatoio 5 (Slaughterhouse-Five), regia di George Roy Hill (1972)
- La stangata (The Sting), regia di George Roy Hill (1973)
- Lo straniero senza nome (High Plains Drifter), regia di Clint Eastwood (1973)
- Prima pagina (The Front Page), regia di Billy Wilder (1974)
- Complotto di famiglia (Family Plot), regia di Alfred Hitchcock (1976)
- Lo stesso giorno, il prossimo anno (Same Time, Next Year), regia di Robert Mulligan (1978)
- Una piccola storia d'amore (A Little Romance), regia di George Roy Hill (1979)
- Il mondo secondo Garp (The World According to Garp), regia di George Roy Hill (1982)
- Psycho III, regia di Anthony Perkins (1986)
- Alibi seducente (Her Alibi), regia di Bruce Beresford (1989)
- Cape Fear - Il promontorio della paura (Cape Fear), regia di Martin Scorsese (1991)
- Gli spietati (Unforgiven), regia di Clint Eastwood (1992)
- Un mondo perfetto (A Perfect World), regia di Clint Eastwood (1993)
- Mezzanotte nel giardino del bene e del male (Midnight in the Garden of Good and Evil), regia di Clint Eastwood (1997)
- Potere assoluto (Absolute Power), regia di Clint Eastwood (1997)
- Fino a prova contraria (True Crime), regia di Clint Eastwood (1999)
- Space Cowboys, regia di Clint Eastwood (2000)
- Debito di sangue (Blood Work), regia di Clint Eastwood (2002)
- Mystic River, regia di Clint Eastwood (2003)
- Million Dollar Baby, regia di Clint Eastwood (2004)
- Lettere da Iwo Jima (Letters from Iwo Jima), regia di Clint Eastwood (2006)
- Flags of Our Fathers, regia di Clint Eastwood (2006)